# Deine Schuld
«Deine Schuld» (en español «Tu culpa») es el cuarto sencillo del álbum Geräusch, de la banda Die Ärzte. Se trata de una crítica política al no hacer nada en favor de un mundo mejor.
A lo largo de la canción se repite siete veces la frase "Es ist nicht deine Schuld, dass die Welt ist, wie sie ist. Es wär nur deine Schuld, wenn Sie so bleibt", cuya traducción aproximada al español es "No es tu culpa que el mundo sea como es. Es tu culpa si sigue siéndolo".

## Video
En el videoclip, los miembros de la banda están pescando. Cerca al final de la canción, la gravedad cambia, y todo vuela hacia una nube negra.

## Listas de popularidad
| País     | Lista                  | Posición de ingreso | Posición más alta | Semanas en la posición más alta | Semanas en la lista |
| -------- | ---------------------- | ------------------- | ----------------- | ------------------------------- | ------------------- |
| Alemania | Germany Top 100        | 15                  | 15                | 1                               | 8                   |
| Austria  | Austria Singles Top 75 | 34                  | 34                | 1                               | 12                  |
| Suiza    | Swiss Singles Top 100  | 62                  | 62                | 1                               | 3                   |